# Strongylognathus cecconii
Strongylognathus cecconii är en myrart som beskrevs av Carlo Emery 1916. Strongylognathus cecconii ingår i släktet Strongylognathus och familjen myror. IUCN kategoriserar arten globalt som sårbar. Inga underarter finns listade i Catalogue of Life.